# Joe Trohman
Joseph Mark Trohman (født 1. september 1984, i Hollywood, Florida) er guitarist for bandet Fall Out Boy. 

## Biografi
Han voksede op i South Russell, i Cleveland, Ohio, og spillede trombone i de mindre klasser, men begyndte senere på guitar i stedet. Da han var 12 år flyttede han til en forstad af Chicago.
I hans High School år spillede han med i et par forskellige bands, men ikke noget seriøst.
Efter at have spillet i diverse hardcore punk-band med Pete Wentz, spurgte han om ikke de skulle prøve at forme et band som fokuserede mere på de positive ting, i stedet for det negative, som de havde indtil der. Det gjorde de så, og fik Patrick Stump med sig som sanger og guitarist, og senere Andy Hurley på trommer.